# Shoghi Effendi
Shoghí Effendí Rabbání (Acre, 1 de marzo de 1897-Londres, 4 de noviembre de 1957), más conocido como Shoghi Effendi, fue el guardián y designado cabeza del bahaísmo desde 1921 hasta su muerte en 1957. Tras la muerte de `Abdu'l-Bahá en 1921, el liderazgo de la comunidad bahaí entró en una nueva fase, pasando de un solo individuo a un orden administrativo con ramas legislativas y judiciales, siendo la autoridad de cada una el guardián y la Casa Universal de Justicia, respectivamente. Shoghi Effendi fue designado como el guardián, y mantuvo la autoridad explícita para interpretar los escritos de las tres figuras centrales de la religión y definir las esferas de la autoridad legislativa. Sus escritos están de hecho limitados a comentarios sobre los trabajos de las figuras centrales, y a las directrices generales para el futuro.
Los futuros guardianes hereditarios estuvieron permitidos en las escrituras bahaíes, siendo designados del primero al siguiente; el requisito previo de Bahá'u'lláh para el nombramiento era ser descendiente varón, pero el cargo quedó sin candidatos vivos apropiados, y Shoghi Effendi murió sin hacer ningún nombramiento. La Casa Universal de Justicia, la única institución autorizada para sentenciar en situaciones no tratadas por las escrituras, anunció más tarde que no podría legislar para hacer posible el nombramiento de un sucesor de Shoghi Effendi. Para los bahaíes Effendi es el primer y último guardián.

## Biografía

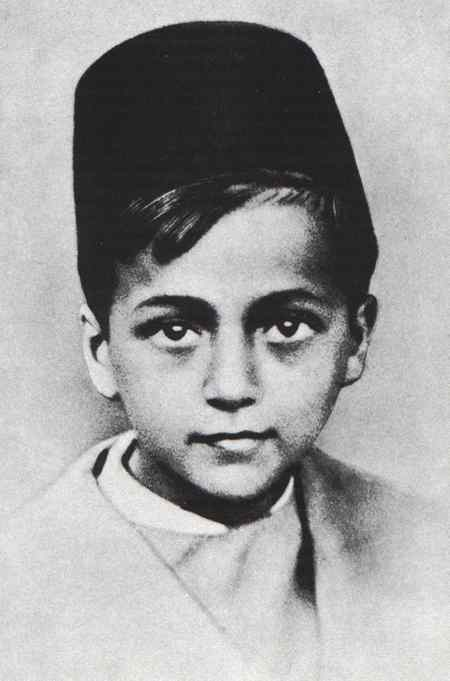
Shoghi Effendi en 1905

Shoghi Effendi nació en Acre en marzo de 1897, y estaba emparentado con el Báb a través de su padre, Mírzá Hádí Shírází y con Bahá'u'lláh a través de su madre, Ḍíyá'íyyih Khánum, la mayor de las hijas de `Abdu'l-Bahá. Desde los primeros años de su vida, Shoghi Effendi estuvo muy influenciado por `Abdu'l-Bahá, quien le proporcionó mucha de su formación inicial. Shoghi Effendi aprendió oraciones de su abuelo, `Abdu'l-Bahá, quien le animó a cantar.  También fue `Abdu'l-Bahá quien insistió en la denominación dada a al niño debía ser “Shoghi Effendi” (“Effendi” significa Señor), en lugar de simplemente “Shoghi”, como señal de respeto hacia él.
Desde sus primeros años, Shoghi Effendi tuvo que padecer el sufrimiento que acompañó a los bahaíes en Acre, incluyendo ataques por parte de Mírzá Muhammad `Alí contra `Abdu'l-Bahá. Cuando era un niño, fue consciente del deseo del sultán `Abdu'l-Hamíd de desterrar a `Abdu'l-Bahá a los desiertos del norte de África, donde esperaba que pereciera. En un momento dado, advirtieron a Shoghi Effendi de que no debía beber café en casa de ningún bahá'í por el riesgo de poder ser envenenado.

### Tablas de `Abdu'l-Bahá
Siendo el mayor de los nietos de `Abdu'l-Bahá, desde su más temprana infancia tuvo una relación especial con su abuelo. Dr. Baghdadi dice que cuando Shoghi Effendi tenía solo 5 años, fue a molestar a su abuelo para que escribiera una tabla para el, que era lo que solía hacer `Abdu'l-Bahá. El cual escribió lo siguiente para su nieto:

¡Él es Dios!
O mi Shoghi, No tengo tiempo para hablar, déjame solo! Tu has dicho 'escribe' – Yo he escrito. ¿Que más tengo que hacer? Ahora no es el tiempo para que leas y escribas, es tiempo para saltar y cantar 'Oh dios mio' y por tanto memorizar las oraciones de la bendita belleza y cantarlas para que yo pueda oírlas, porque no hay tiempo para nada más.

Shoghi Effendi después se dispuso a memorizar un número de oraciones, y cantarlas lo más fuerte que pudo. Esto causó que los miembros de la familia de `Abdu'l-Bahá le pidieran silencio, una solicitud a la que él, al parecer se negó.

### Educación

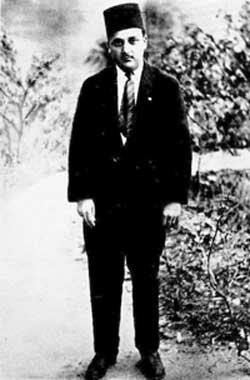
Shoghi Effendi antes de 1940

Se formó originariamente en casa con los otros niños de su hogar, y luego asistió a la escuela francesa ( Instituto escuela de los Hermanos Cristianos) en Haifa. Y luego fue internado en otra escuela católica en Beirut. Shoghi Effendi fue más tarde internado en el colegio Sirio protestante (más tarde conocido como la Universidad Americana de Beirut durante sus últimos años en la escuela secundaria y los primeros años universitarios donde obtuvo una licenciatura de letras en 1918. Él comentó ser muy infeliz en la escuela y a veces volvía en vacaciones a Haifa para pasar tiempo con `Abdu'l-Bahá.
Durante sus estudios, se dedicó a dominar la lengua inglesa – añadiendo este lenguaje al Persa,  Turco, Árabe y Francés, lenguajes que el ya hablaba fluidamente, para que pudiera traducir las cartas de `Abdu'l-Bahá y servir como su secretario.
Después de estudiar en la universidad Americana de Beirut se dirigió a Balliol College, Oxford en Inglaterra, donde se matriculó en “Ciencias sociales y Económicas”, mientras estaba perfeccionando sus habilidades como traductor.

### Muerte de `Abdu'l-Bahá y guardián
La cuestión de la sucesión a `Abdu'l-Bahá estaba en la mente de los tempranos baha'is y aunque la Casa Universal de Justicia fue la institución mencionada por Baha'u'llah, la institución del guardián no fue presentada hasta que fueron leídas públicamente “la voluntad y testamento de `Abdu'l-Bahá” después de su muerte. 
Mientras estudiaba en Inglaterra, el 29 de noviembre de 1921, las noticias de la muerte de `Abdu'l-Bahá llegaron a Shoghi Effendi, quien de acuerdo con Wellesley Tudor Pole, quien le entregó el comunicado que lo dejó en “un estado de colapso”. Después de dedicar unos cuantos días con John Esslemont, y después de algunas dificultades con el pasaporte, zarpó de Inglaterra el 16 de diciembre, llegó a Haifa el 29 de diciembre, y unos pocos días después abrió “la voluntad y testamento de `Abdu'l-Bahá”, la cual estaba destinada a Shoghi Effendi.
En el testamento Shoghi Effendi encontró que él había sido designado como el “El Signo de dios, la rama elegida, el Guardián de la Causa de dios”. El también descubrió que había sido designado así cuando aún era un niño pequeño. Como Guardián fue designado como la cabeza de la religión, alguien a quien los baha'i tenían que mirar como guía. La "Voluntad y testamento de `Abdu'l-Bahá” está considerada uno de los tres capítulos del orden administrativo Baha'i , y en el `Abdu'l-Bahá estableció la autoridad del Guardián y la Casa Universal de Justicia, el órgano de gobierno elegido de la fe baha'i que había sido descrito por Bahá'u'lláh y aún no había sido establecido:

...El Guardián de la Causa de dios, Así como la Casa Universal de Justicia para ser universalmente elegidos y establecidos, están ambos bajo el cuidado y la protección de la belleza Abha... Cualquier cosa que ellos decidan es de dios. Quienquiera que no le obedezca a él, ni tampoco obedezca a ellos, no ha obedecido a Dios; Quienquiera que se rebela contra el y contra ellos se rebela contra dios; Quienquiera que se oponga a él se ha opuesto a dios; Quienquiera que contiende con ellos ha contendido con dios; Quienquiera que dispute con él ha disputado con dios; Quienquiera que lo niegue niega a dios; Quienquiera que lo creyere no ha creído en dios; Aquel que desviado, separado el mismo y se aparta de dios.

Más tarde Shoghi Effendi expresó a su esposa y a otras personas que no tenía conocimiento previo sobre la existencia de la institución del guardián, por lo menos hasta que fue designado como guardián. Lo más que podía esperar ya que era el mayor de sus nietos era quizás que `Abdu'l-Bahá pudiera haber dejado instrucciones sobre la elección de la Casa Universal de Justicia y poder ser designado como coordinador de la votación.

## Logros
Bajo su liderazgo la religión bahaí se convirtió en una fe global. Desde el momento de su designación hasta su muerte, el bahaísmo creció desde 100 000 hasta 400 000 miembros, y los países en los que los bahaíes tenían representación pasaron de 35 a 150.[cita requerida] Como guardián y cabeza de la religión, mientras que su nombramiento fue traumático inicialmente, Shoghi Effendi tuvo una visión clara de como creía que la religión debía avanzar, y comunicó su visión a los bahaíes del mundo a través de sus numerosas cartas y sus reuniones con peregrinos que venían a Palestina. Durante la década de 1920, por primera vez comenzó a sistematizar y ampliar la Administración Bahaí a través de todo el mundo donde ya existían comunidades; porque la comunidad bahaí era relativamente pequeña y poco desarrollada cuando asumió el liderazgo de la religión, la fortaleció y desarrolló durante muchos años hasta el punto donde fue capaz de soportar la estructura administrativa prevista por `Abdu'l-Bahá. Bajo la dirección de Shoghi Effendi se formaron las asambleas espirituales nacionales y muchas miles de asambleas espirituales locales que surgieron como la propagación del bahaísmo alrededor del globo. Luego durante la década de 1930 trabajó en una serie de proyectos de traducción importantes, traduciendo los trabajos de Bahá'u'lláh al inglés. Empezando en 1937, se pusieron en marcha una serie de planes sistemáticos para establecer comunidades bahaíes en todos los países del mundo.
La culminación de estos planes fue la Cruzada de Diez Años que abarcó desde 1953 a 1963. A partir de la de la década de 1940, después de la independencia de Israel, el también empezó a desarrollar el Centro Mundial Bahaí en Haifa, incluyendo la construcción de la superestructura del Santuario del Báb y la construcción de los archivos internacionales, así como el embellecimiento de los jardines de Bahji, donde se encuentra el Santuario de Bahá'u'lláh; estos planes continuaron hasta la década de 1950. En los años cincuenta también continuó la construcción de la administración bahaí estableciendo en 1951 el Consejo Internacional Bahaí para que actúe como precursor de la Casa Universal de Justicia, así como el nombramiento de 32 Manos de la Causa vivos, bahaíes que alcanzaron un rango distinguido en el servicio de la religión y cuya función principal fue propagar y proteger la religión. También actuó como representante oficial de la religión ante las autoridades de Israel. En una causa más «secular», antes de la Segunda Guerra Mundial apoyó el trabajo de restauración forestal de Richard St. Barbe Baker en Palestina, presentándolo a las autoridades religiosas de las mayores fes de la región, de quien se aseguró el apoyo para ese esfuerzo.

## Traducciones y escritos
Ver también: Escritos Shoghi Effendi
Durante su vida Shoghi Effendi tradujo al inglés muchos de los escritos del Báb, Bahá'u'lláh y `Abdu'l-Bahá, incluyendo Palabras Ocultas, en 1929, el Kitáb-i-Íqán en 1931,  Pasajes en 1935 y Epístola al Hijo del Lobo en 1941. También tradujo textos históricos como The Dawn-breakers. Su importancia no es solo la de un traductor, sino que también fue designado como intérprete autorizado de los escritos Baha'i. Sus traducciones son por lo tanto una guía para todas las futuras traducciones de los escritos Baha'i.
La gran mayoría de sus escritos fueron en forma de cartas con bahaíes de todas partes del mundo. Esas cartas, de las cuales 17 500 han sido recopiladas hasta el momento y se cree que pueden ser 30 000, son correspondencia sobre los asuntos de los bahaíes alrededor del mundo que abordan temas específicos. Algunas de sus cartas largas incluyen Orden Mundial de Bahá'u'lláh , sobre la naturaleza de la administración bahaí, Advenimiento de la Divina Justicia, sobre la enseñanza en la religión, y Día Prometido ha llegado tratando este de las cartas de Bahá'u'lláh a los líderes mundiales. Otras cartas incluyen declaraciones sobre las creencias bahaíes, la historia, la moral, los principios de la administración y ley. También escribió los obituarios de algunos bahaíes distinguidos. Muchas de sus cartas a personas y asambleas han sido recopiladas en varios libros que se destacan como fuentes significativas de la literatura para los bahaíes en todo el mundo. El único libro que realmente escribió fue God Passes By en 1944 para conmemorar el centenario de la religión. El libro que fue escrito en inglés, es una historia interpretativa de la primera centuria de las fes bábi y bahaí. Escribió una versión más corta en lengua persa.

## Liderazgo
Como joven estudiante de veinticuatro años, Shoghi Effendi se sorprendió inicialmente de su nombramiento como guardián. El también guardó el luto por su abuelo a quien tenía gran aprecio. El trauma culminó en un retiro a los Alpes suizos. Sin embargo, a pesar de su juventud, Shoghi Effendi tenía una idea clara del objetivo para la religión. Educado en Oxford y con su forma de vestir occidental, Shoghi Effendi tuvo un marcado contraste con su abuelo `Abdu'l-Bahá. Se distanció del clero local y viajó poco para visitar a los bahaíes, a diferencia de su abuelo. La correspondencia y los peregrinos fueron la forma en que Shoghi Effendi trasmitió sus mensajes. Sus charlas son objeto de gran número de “notas de peregrino”.
También se ocupó de asuntos relacionados con las creencias y prácticas bahaíes – como guardián él estaba facultado para interpretar los escritos de Bahá'u'lláh y `Abdu'l-Bahá y estos fueron autorizados y vinculados, tal como especificó la voluntad de `Abdu'l-Bahá Su estilo de liderazgo fue sin embargo, bastante diferente al de `Abdu'l-Bahá, firmaba sus cartas a los baha'i como “Su verdadero hermano” y no se refería a su papel personal sino a la institución del guardián. Pidió que se refirieran a él en las cartas y entrevistas como "Shoghi Effendi", y se opuso a cualquier otra denominación. También se alejó de los notables locales. Fue crítico con los baha'is que se refirieron a él como personaje sagrado, les pidió que no celebraran su cumpleaños o colocaran su fotografía.

## Vida privada
La vida privada de Shoghi Effendi estuvo en gran medida subordinada a su trabajo como guardián de la religión.  Su falta de apoyo en un secretariado, con tal masa de correspondencia le había creado una pauta de trabajo en Haifa intercalada con descansos ocasionales en verano a Europa – en los primeros a menudo en los Alpes suizos. En 1929 y 1940 también viajó a través de África de sur a norte.
Shoghi Effendi tenía un gran amor por la lengua inglesa. Llevando con sigo un pequeño cuaderno, iba anotando palabras y frases que le gustaba. Fue un ávido aficionado de la música y la literatura inglesa, y disfrutó de la lectura de la biblia King James. Su libro favorito fue La historia de la decadencia y la Caída del Imperio Romano. Mientras que era un joven estudiante en Oxford, Shoghi Effendi fue parte de la sociedad de debate y disfrutaba jugando al tenis. Era conocido por hablar inglés sutil y persa en dialecto de Istahani, heredado de su abuela. 

## Matrimonio
En marzo de 1937, Shoghi Effendi se casó con Mary Maxwell denominada Ruhiyyih Khanum, una canadiense. Era la única hija de May Maxwell, un discípula de `Abdu'l-Bahá y William Sutherland Maxwell, un arquitecto canadiense. Shoghi Effendi había conocido a Mary cuando era una niña y ella fue de peregrinación con su madre en 1923. Mary fue una activa profesora bahaí y joven trabajadora, y sus cartas escritas a Shoghi Effendi la describen como “la más bella y refrescante chica que conocer”. Durante su tercera peregrinación en 1937 los dos empezaron un discreto noviazgo. Teniendo 26 años, Mary era una mujer alta y atlética. La pareja se casó en la sala de Bahíyyih Khánum en la casa de `Abdu'l-Bahá en Haifa. La ceremonia fue breve, sencilla y tranquila y Rúhíyyih Khanum vestía de negro. Muy pocos conocían que la boda tuvo lugar, excepto los testigos y un pequeño grupo de residentes de Haifa. Por tanto, el matrimonio fue una gran sorpresa para la comunidad baha'i en todo el mundo cuando la madre de Shoghi Effendi lo comunicó:

Anuncio de celebración de Asambleas de matrimonio del Guardián. Honor inestimable concedido a la sierva de Bahá'u'lláh Rúhíyyih Khanum, Miss Mary Maxwell. Unión del Oriente y Occidente, proclamada por la centenario fe baha'i. Ziaiyyih, madre del Guardián.

Aunque Shoghi Effendi y Rúhíyyih Khanum nunca tuvieron hijos, Rúhíyyih Khanum se convirtió en su constante compañera y ayudante; en 1941, ella se convirtió en su principal secretaria en inglés. Después de la muerte de Shoghi Effendi, Rúhíyyih Khanum publicó partes de su propio diario personal para mostrar imágenes de la vida de Shoghi Effendi. Ella recordó una gran cantidad de dolor y sufrimiento causado por su familia inmediata, los bahaíes de Haifa.

Si los únicos amigos que conocían como el Maestro y el Guardián sufrieron ambos por el calibre de los baha'i locales. Algunos de ellos eran buenos. Sin embargo, algunos estaban podridos. Es como si, cuando alguien no era sólido con la Alianza, ellos atacaran el mismo cuerpo de la Manifestación, o “Exemplar” o el Guardián. He visto eso. Es como un veneno. Él se recuperaba, pero eso le provocaba un sufrimiento indecible y fueron esas cosas las que el Maestro describía el mismo en su Voluntad como los 'pájaros con las alas rotas'. Ellos, la familia de `Abdu'l-Baha, han recorrido un largo camino para aplastar cada onza del espíritu del Guardián. Por naturaleza alegre y energética... pero en una vida perpetua de lucha con la familia del Maestro... lo han nublado...Shoghi Effendi ha sido objeto de abusos. Esa es la única palabra para eso, abusado, abusado y abusado. Por ahora ha llegado al punto de un hombre luchando con la espalda contra la pared. Dice que va a luchar hasta la última ronda.

A lo largo de la vida de Shoghi Effendi, casi todos los miembros restantes y descendientes de `Abdu'l-Bahá fueron expulsados por él como violadores de la alianza cuando no cumplieron con la solicitud de Shoghi Effendi de cortar los contactos con violadores de la alianza, como fue especificado por `Abdu'l-Bahá. Otras ramas de la Familia de Bahá'u'lláh's ya habían sido declarados violadores de la alianza la voluntad y testamento de `Abdu'l-Bahá. En el momento de su muerte, no había descendientes vivos de Bahá'u'lláh que se mantuvieran leales a él.

## Muerte Inesperada

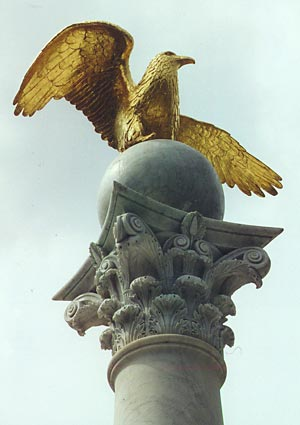
Lugar de reposo de Shoghi Effendi, Londres, cementerio New Southgate

La muerte de Shoghi Effendi llegó inesperadamente en Londres, el 4 de noviembre de 1957; viajaba por Gran Bretaña y contrajo Gripe asiática. Fue enterrado allí en New Southgate Cemetery Su esposa envió el siguiente comunicado:

Shoghi Effendi amado de todos los corazones sagrados creyentes dados por el maestro falleció de un repentino ataque al corazón mientras dormía después de la gripe asiática. Instamos a los creyentes que permanezcan firmes en la institución criada con las manos y reforzada recientemente por el amado Guardián. Solo la unidad de corazón la unidad de propósito puede dar testimonio de la lealtad de todas las Asambleas Nacionales designadas por el Guardián quien se sacrificó de forma totalmente libre al servicio de la fe.
—Ruhiyyih

De acuerdo con el marco de la Voluntad y Testamento de `Abdu'l-Bahá, no fue posible designar un sucesor, y el cuerpo legislativo “que pose el derecho exclusivo de legislar sobre cuestiones no explícitamente reveladas” no había sido establecido en el mundo. Por otra parte, Shoghi Effendi había dejado como se pone de manifiesto en Manos de la causa, que estaban obligados a ratificar su selección. Todas las 27 Manos de la Causa vivas firmaron unánimemente una declaración poco después de la muerte de Shoghi Effendi indicando que había muerto “sin haber designado a su sucesor...”

### Ministerio de los Custodios
En el mensaje final de Shoghi Effendi al mundo bahaí, con fecha de octubre de 1957, nombró a las Manos de la Causa de Dios, “los comisarios jefes de la commonwealth embrionaria de Bahá'u'lláh.
En consecuencia, tras la muerte de Shoghi Effendi, la fe bahaí fue custodiada temporalmente por las Manos de la Causa de Dios, quienes eligieron entre 9 de ellos como “Custodios” para servir en Haifa como dirigentes de la fe. Se reservaron para el “cuerpo entero de las Manos de la Causa” la responsabilidad de determinar la transición del Consejo internacional Bahaí a la Casa Universal de Justicia, y que los custodios se reservaban la autoridad para determinar y expulsar a los violadores de la alianza
Esta administración supervisó la ejecución de los últimos años de ordenanzas de Shoghi Effendi de la cruzada de los diez años (que duró hasta 1963), culminando la transición a la elección y establecimiento de la Casa Universal de Justicia en el Primer Congreso Bahaí en 1963. 

### Elección de la Casa Universal de Justicia
Al final de la Cruzada de Diez Años, planeada por Shoghi Effendi y concluida en 1963, la Casa Universal de Justicia fue constituida y elegida por primera vez. Como su primer asunto, la Casa Universal de Justicia evaluó la situación causada por el hecho de que el guardián no había designado un sucesor. Esto determinó que en las circunstancias teniendo en cuenta los criterios de sucesión descritos en la Voluntad y testamento de 'Abdu'l-Bahá, no había forma legítima de que designar otro tutor. Por lo tanto, a pesar de la Voluntad y testamento de 'Abdu'l-Bahá dejaba disposiciones para la sucesión de guardianes, Shoghi Effendi continuó como el primer y último de los ocupantes del cargo.